# Kanaal Gent-Brugge
Kanaal Gent-Brugge är en kanal i Belgien.   Den ligger i regionen Flandern, i den nordvästra delen av landet, 50 km nordväst om huvudstaden Bryssel.
Omgivningarna runt Kanaal Gent-Brugge är en mosaik av jordbruksmark och naturlig växtlighet. Runt Kanaal Gent-Brugge är det tätbefolkat, med 331 invånare per kvadratkilometer.